# Cynthia Turner
Cynthia Turner – maltańska muzyk i pianistka. Urodziła się w stolicy kraju, Valletcie. Uczęszczała do Convent of the Sacred Heart, współpracowała z Królewską Akademią Muzyczną. 15 listopada 1967 wystąpiła dla królowej Elżbiety II w Teatrze Manoel. Odznaczona Orderem Palm Akademickich i Orderem Narodowym Zasługi. Zmarła w 2021 roku w Szpitalu Mater Dei wskutek powikłań po zachorowaniu na COVID-19. Była członkiem honorowym Międzynarodowej Rady Kobiet.
Była żoną Anthony'ego Caruany, miała z nim dwóch synów: Nicholasa i Christophera.